# Niwiska (gmina)
Niwiska (do 1948 gmina Kolbuszowa Dolna) – gmina wiejska w województwie podkarpackim, w powiecie kolbuszowskim.
Siedziba gminy znajduje się we wsi Niwiska.
Gmina położona jest w Kotlinie Sandomierskiej, 46% jej powierzchni zajmują lasy. Poza leśnictwem rozwija się tu rolnictwo, mimo tego że nie ma tu dobrych warunków do produkcji rolnej. W gminie nie ma większych zakładów przemysłowych. Cały obszar gminy znajduje się w Mielecko-Kolbuszowsko-Głogowskiego Obszarze Chronionego Krajobrazu.
Według danych z 31 grudnia 2021 r. gminę zamieszkiwało 6058 osób.

## Położenie
Gmina znajduje się w południowo-zachodniej części powiatu kolbuszowskiego. Graniczy z gminami:
- Cmolas, Kolbuszowa (powiat kolbuszowski)
- Ostrów, Sędziszów Małopolski (powiat ropczycko-sędziszowski)
- Przecław, Mielec (powiat mielecki)

Niwiska, które są siedzibą gminy oddalone są o ok. 10 km od Kolbuszowej i o ok. 20 km od Mielca, Sędziszowa Małopolskiego oraz Ropczyc.
Według danych z 2019 roku gmina Niwiska ma obszar 95 km².
Gmina położona jest w makroregionie Kotliny Sandomierskiej, na pograniczu mezoregionów Płaskowyżu Kolbuszowskiego i Równiny Tarnobrzeskiej.

## Środowisko naturalne

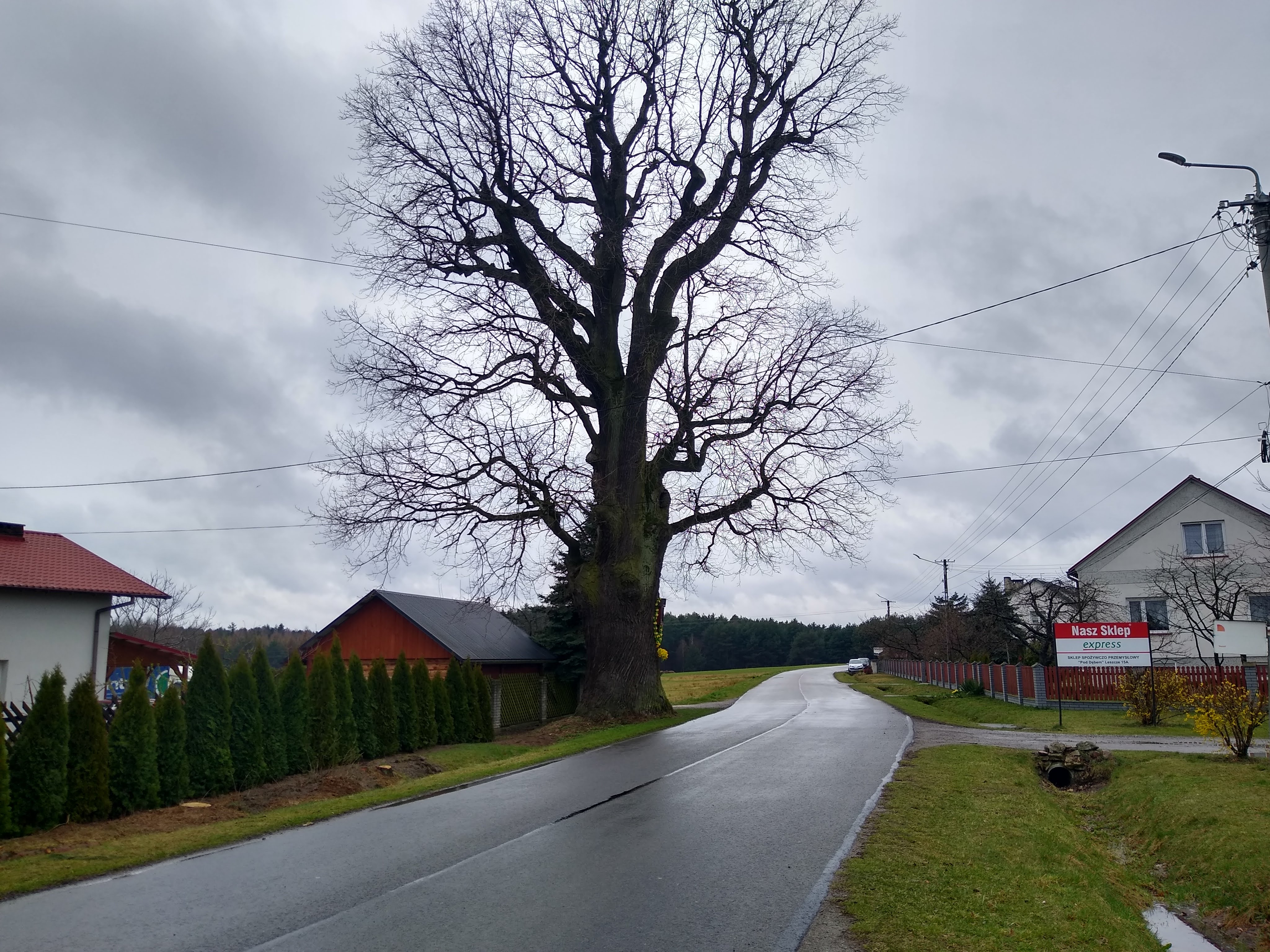
Dąb szypułkowy w Leszczach

46% obszaru gminy Niwiska zajmują lasy. Podstawowym typem siedliskowym lasów jest bór mieszany świeży, choć występuje też bór świeży i las mieszany. Na terenie gminy rosną rośliny objęte ochorną ścisłą i częściową.
Cały obszar gminy wchodzi w skład Mielecko-Kolbuszowsko-Głogowskiego Obszaru Chronionego Krajobrazu, a północno-zachodnia część miejscowości Przyłęk znajduje się na obszarze obszaru specjalnej ochrony ptaków Puszcza Sandomierska (PLB180005).
Na terenie gminy znajdują się 4 użytki ekologiczne położone w lasach oraz 5 pomników przyrody. Wszystkie pomniki przyrody to drzewa: trzy dęby szypułkowe tworzące razem pomnik przy południowej granicy parku w Niwiskach, dąb szypułkowy Ais przy drodze z Blizny do Przedborza, dąb szypułkowy na skraju niewielkiego zagajnika sosnowego w Niwiskach, dziuplasta lipa szerokolistna w Niwiskach oraz dwie kolejne lipy szerokolistne w Przyłęku.
W gminie występują gleby bielicowe, pseudobielicowe i brunatne. Dominują gleby V i VI klasy.
Na terenie gminy istnieją złoża gazu ziemnego, kruszyw i piasku.

## Historia
W XIX wieku okolice Niwisk znajdowały się w powiecie kolbuszowskim, który wchodził w skład Królestwa Galicji i Lodomerii. Po 1866 roku w okolicach Niwisk istniało 5 gmin wiejskich.
Po odzyskaniu niepodległości przez Polskę tereny dzisiejszej gminy znalazły się w powiecie kolbuszowskim, który w sierpniu 1919 wszedł w skład województwa lwowskiego. W 1934 roku utworzono gminę Kolbuszowa Dolna, w której skład weszły m.in. gminy wiejskie z okolicy Niwisk.
W 1939 roku gmina Kolbuszowa Dolna weszła w skład powiatu rzeszowskiego należącego do dystryktu krakowskiego Generalnego Gubernatorstwa.
Po zakończeniu II wojny światowej gmina weszła w skład województwa rzeszowskiego. Formalnie gminę Kolbuszowa Dolna przemianowano na gminę Niwiska w 1949, choć de facto gminę Kolbuszowa Dolna zniesiono w 1942 roku, a gminę Niwiska utworzono w 1944 roku.
Gmina funkcjonowała do końca 1954 roku, kiedy to w jej miejsce powołano gromady Niwiska, Siedlanka oraz Zapole (którą zniesiono w 1960 roku, a jej obszar włączono w skład gromady Niwiska). Gromady zlikwidowano w 1973 roku, w ich miejsce reaktywowano gminę Niwiska. 
W latach 1975–1998 gmina położona była w województwie rzeszowskim.

## Demografia
Ludność gminy Niwiska w poszczególnych latach:

- 1995 – 5 511,
- 1996 – 5 558,
- 1997 – 5 584,
- 1998 – 5 577,
- 1999 – 5 627,
- 2000 – 5 679,
- 2001 – 5 690,
- 2002 – 5 746,
- 2003 – 5 761,
- 2004 – 5 783,
- 2005 – 5 789,
- 2006 – 5 766,
- 2007 – 5 770,
- 2008 – 5 811,
- 2009 – 5 847,
- 2010 – 5 870,
- 2011 – 6 019,
- 2012 – 6 022,
- 2013 – 6 036,
- 2014 – 6 030,
- 2015 – 6 032,
- 2016 – 6 065,
- 2017 – 6 044,
- 2018 – 6 053,
- 2019 – 6 091,
- 2020 – 6 066,
- 2021 – 6 058,

- Ludność gminy Niwiska w latach 1995–2021[1]:

- Piramida wieku mieszkańców gminy Niwiska (2020)[1]:

## Miejscowości

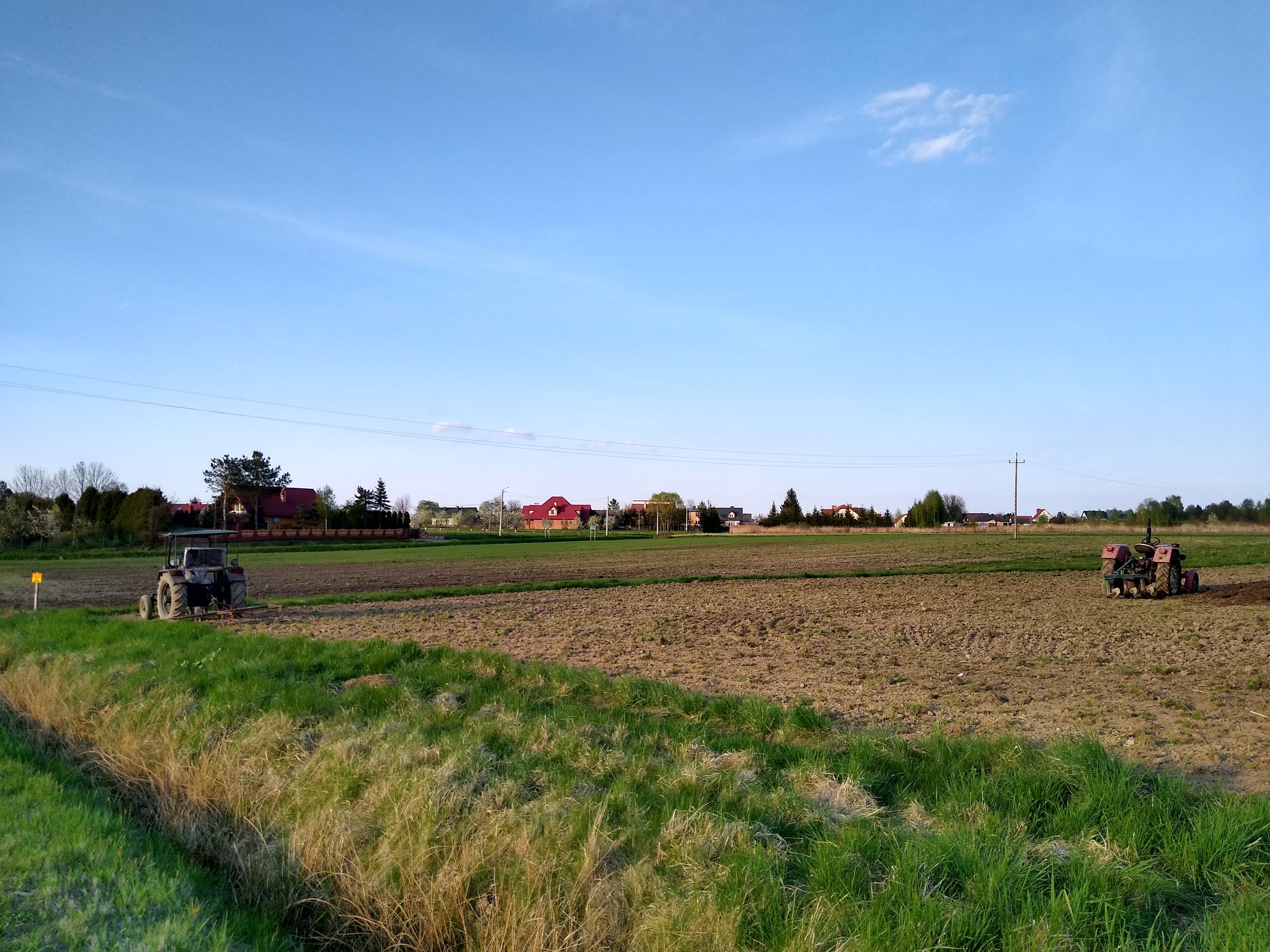
Pola uprawne w Hucinie

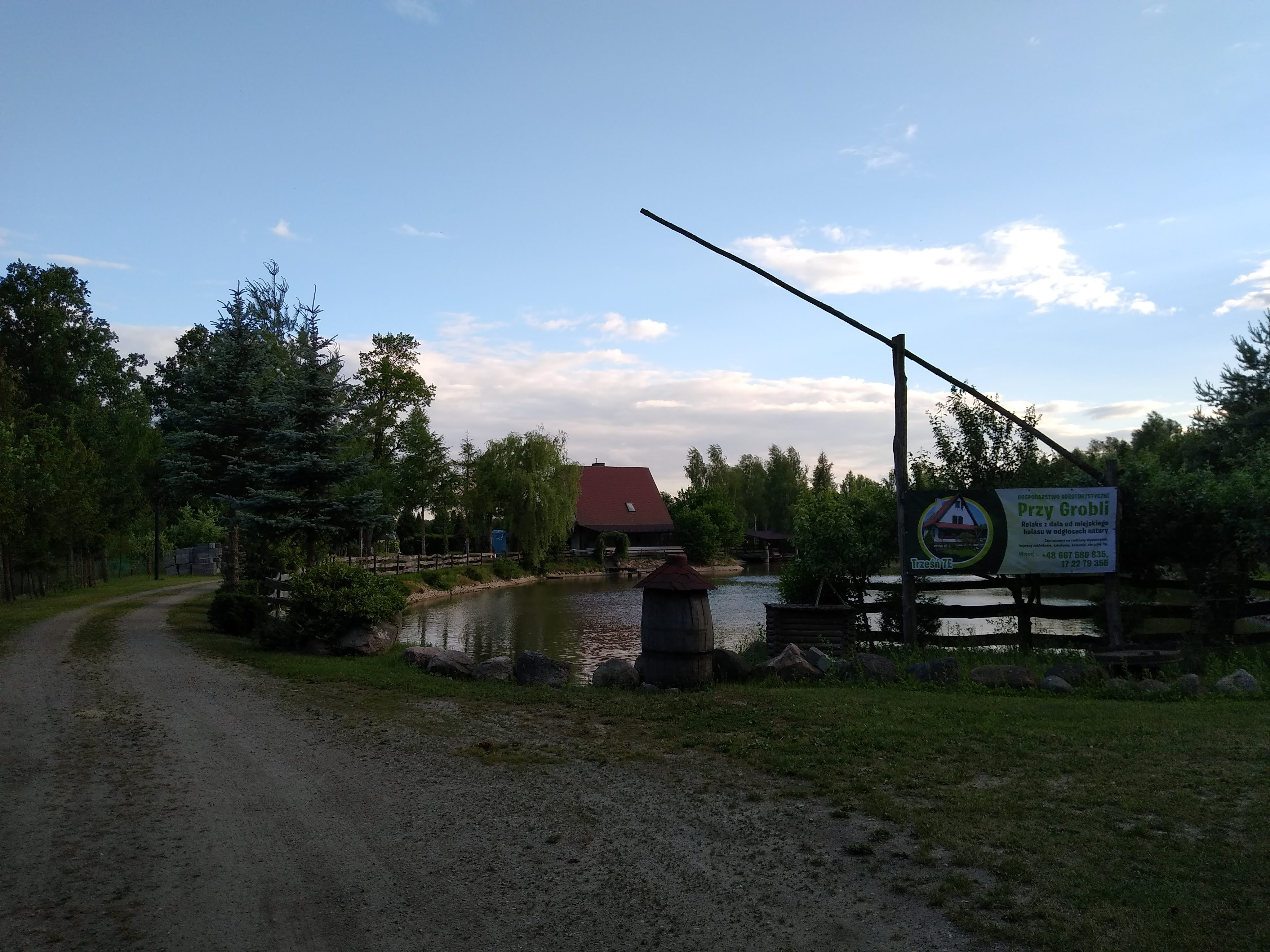
Gospodarstwo agroturystyczne w Trześni

| Miejscowości podstawowe oraz ich integralne części w administracji gminy Niwiska, z wyrażeniem ich położenia geograficznego. | Miejscowości podstawowe oraz ich integralne części w administracji gminy Niwiska, z wyrażeniem ich położenia geograficznego. | Miejscowości podstawowe oraz ich integralne części w administracji gminy Niwiska, z wyrażeniem ich położenia geograficznego. | Miejscowości podstawowe oraz ich integralne części w administracji gminy Niwiska, z wyrażeniem ich położenia geograficznego. | Miejscowości podstawowe oraz ich integralne części w administracji gminy Niwiska, z wyrażeniem ich położenia geograficznego. |
| Identyfikator SIMC | Nazwa miejscowości | Rodzaj miejscowości | Miejscowość podstawowa | Położenie geograficzne |
| --- | --- | --- | --- | --- |
| nie nadano | Dębrzyna | nieoficjalna część wsi | Niwiska | 50°13′36″N 21°35′14″E/50,226667 21,587222                                                                                    |
| 0657326 | Dolny Przyłęk | część wsi | Przyłęk | 50°16′53″N 21°36′33″E/50,281389 21,609167                                                                                    |
| nie nadano | Folus | nieoficjalna część wsi | Niwiska | 50°13′49″N 21°39′00″E/50,230278 21,650000                                                                                    |
| nie nadano | Gaik | nieoficjalna część wsi | Niwiska | 50°13′08″N 21°38′38″E/50,218889 21,643889                                                                                    |
| 0657131 | Góra | część wsi | Kosowy | 50°17′22″N 21°39′09″E/50,289444 21,652500                                                                                    |
| 0657332 | Górny Przyłęk | część wsi | Przyłęk | 50°16′00″N 21°36′08″E/50,266667 21,602222                                                                                    |
| 0657361 | Grobla | część wsi | Trześń | 50°14′28″N 21°39′39″E/50,241111 21,660833                                                                                    |
| 0657065 | Hucina | wieś | | 50°15′21″N 21°38′11″E/50,255833 21,636389                                                                                    |
| 0657094 | Hucisko | wieś | | 50°12′09″N 21°40′41″E/50,202500 21,678056                                                                                    |
| 0657148 | Kocia Wola | część wsi | Kosowy | 50°16′40″N 21°39′16″E/50,277778 21,654444                                                                                    |
| 0657243 | Koniec | część wsi | Niwiska | 50°13′41″N 21°36′18″E/50,228056 21,605000                                                                                    |
| 0657125 | Kosowy | wieś | | 50°16′47″N 21°38′43″E/50,279722 21,645278                                                                                    |
| 0657208 | Leszcze | wieś | | 50°10′56″N 21°39′58″E/50,182222 21,666111                                                                                    |
| 0657390 | Lipny Bór | przysiółek wsi | Zapole | 50°13′07″N 21°42′34″E/50,218611 21,709444                                                                                    |
| 0657183 | Ługnica | przysiółek wsi | Kosowy | 50°17′27″N 21°37′37″E/50,290833 21,626944                                                                                    |
| nie nadano | Majdan | nieoficjalna część wsi | Trześń | 50°13′31″N 21°40′13″E/50,225278 21,670278                                                                                    |
| 0657220 | Niwiska | wieś | | 50°13′27″N 21°38′21″E/50,224167 21,639167                                                                                    |
| 0657295 | Okrąglica | przysiółek wsi | Niwiska | 50°52′44″N 20°30′20″E/50,878889 20,505556                                                                                    |
| 0657154 | Owsianka | część wsi | Kosowy | 50°15′48″N 21°39′20″E/50,263333 21,655556                                                                                    |
| 0657250 | Podhucie | część wsi | Niwiska | 50°13′02″N 21°38′18″E/50,217222 21,638333                                                                                    |
| 0657266 | Podkościele | część wsi | Niwiska | 50°13′06″N 21°37′52″E/50,218333 21,631111                                                                                    |
| nie nadano | Poręby | nieoficjalna część wsi | Hucina | 50°15′06″N 21°38′15″E/50,251667 21,637500                                                                                    |
| 0657208 | Poręby Huciskie | część wsi | Leszcze | 50°11′20″N 21°40′28″E/50,188889 21,674444                                                                                    |
| 0657160 | Półanki | część wsi | Kosowy | 50°17′08″N 21°38′22″E/50,285556 21,639444                                                                                    |
| 0657310 | Przyłęk | wieś | | 50°16′33″N 21°36′24″E/50,275833 21,606667                                                                                    |
| 0657094 | Pustki | część wsi | Hucisko | 50°11′24″N 21°41′06″E/50,190000 21,685000                                                                                    |
| 0657349 | Siedlanka | wieś | | 50°15′31″N 21°40′41″E/50,258611 21,678056                                                                                    |
| 0657071 | Staszówka | część wsi | Hucina | 50°15′30″N 21°37′56″E/50,258333 21,632222                                                                                    |
| 0657177 | Świerczyny | część wsi | Kosowy | 50°16′19″N 21°39′05″E/50,271944 21,651389                                                                                    |
| 0657355 | Trześń | wieś | | 50°13′15″N 21°40′15″E/50,220833 21,670833                                                                                    |
| 0657303 | Uwrocie | przysiółek wsi | Niwiska | 50°14′35″N 21°38′30″E/50,243056 21,641667                                                                                    |
| nie nadano | Wrażniówka | nieoficjalna osada wsi | Niwiska | 50°14′45″N 21°36′36″E/50,245833 21,610000                                                                                    |
| nie nadano | Za Lasem | nieoficjalna część wsi | Zapole | 50°12′17″N 21°42′39″E/50,204722 21,710833                                                                                    |
| 0657272 | Zadwórz | część wsi | Niwiska | 50°13′26″N 21°38′51″E/50,223889 21,647500                                                                                    |
| nie nadano | Zagórze | nieoficjalna część wsi | Hucisko | 50°12′26″N 21°39′57″E/50,207222 21,665833                                                                                    |
| nie nadano | Zagrody | nieoficjalna część wsi | Niwiska | 50°13′20″N 21°39′19″E/50,222222 21,655278                                                                                    |
| 0657378 | Zagrody | część wsi | Trześń | 50°13′06″N 21°40′10″E/50,218333 21,669444                                                                                    |
| 0657119 | Zalesie | część wsi | Hucisko | 50°11′46″N 21°41′42″E/50,196111 21,695000                                                                                    |
| 0657289 | Załuże | część wsi | Niwiska | 50°13′18″N 21°37′25″E/50,221667 21,623611                                                                                    |
| 0657384 | Zapole | wieś | | 50°12′48″N 21°41′42″E/50,213333 21,695000                                                                                    |
| 0657088 | Żabiniec | przysiółek wsi | Hucina | 50°15′09″N 21°37′18″E/50,252500 21,621667                                                                                    |
| Źródła: | | | | |

## Gospodarka
W 2019 roku na terenie gminy Niwiska zarejestrowanych było 377 podmiotów gospodarczych, a bezrobocie wynosiło 3,5%.
Przez teren gminy przebiegają dwa szlaki turystyczne PTTK.
W Trześni znajduje się jedyne w gminie gospodarstwo agroturystyczne.

### Rolnictwo i leśnictwo
Gmina nie ma dobrych warunków do produkcji rolnej, choć istnieją dogodne warunki dla rozwoju rolnictwa ekologicznego. W 2019 roku na terenie gminy zarejestrowanych było 14 podmiotów gospodarczych prowadzących działalność w sektorze rolniczym. W 2010 roku w gminie działało 1904 gospodarstw, a najwięcej z nich miało powierzchnię od 1 do 5 hektarów.
W gminie znajdują się siedziby trzech leśnictw: Przyłęk i Niwiska (Nadleśnictwo Tuszyma) oraz Szydłowiec (Nadleśnictwo Mielec). Wschodnia część gminy znajduje się w obrębie Nadleśnictwa Kolbuszowa, zachodnia w obrębie Nadleśnictwo Tuszyma, a północna – Nadleśnictwa Mielec (wszystkie podlegają Regionalnej Dyrekcji Lasów Państwowych w Krośnie).

### Produkcja, przemysł i budownictwo
W 2014 roku największy zakład produkcyjny na terenie gminy zajmował się obróbką kamienia, a jego siedziba mieściła się w Przyłęku. Oprócz tego w Niwiskach funkcjonowała Gminna Spółdzielnia „Samopomoc Chłopska” prowadząca piekarnię oraz spółdzielnia kółek rolniczych.
W gminie nie ma większych zakładów przemysłowych. W 2019 roku zarejestrowanych było 52 podmiotów gospodarczych działających w sektorze przemysłowym i 118 w sektorze budowlanym.

## Zabytki

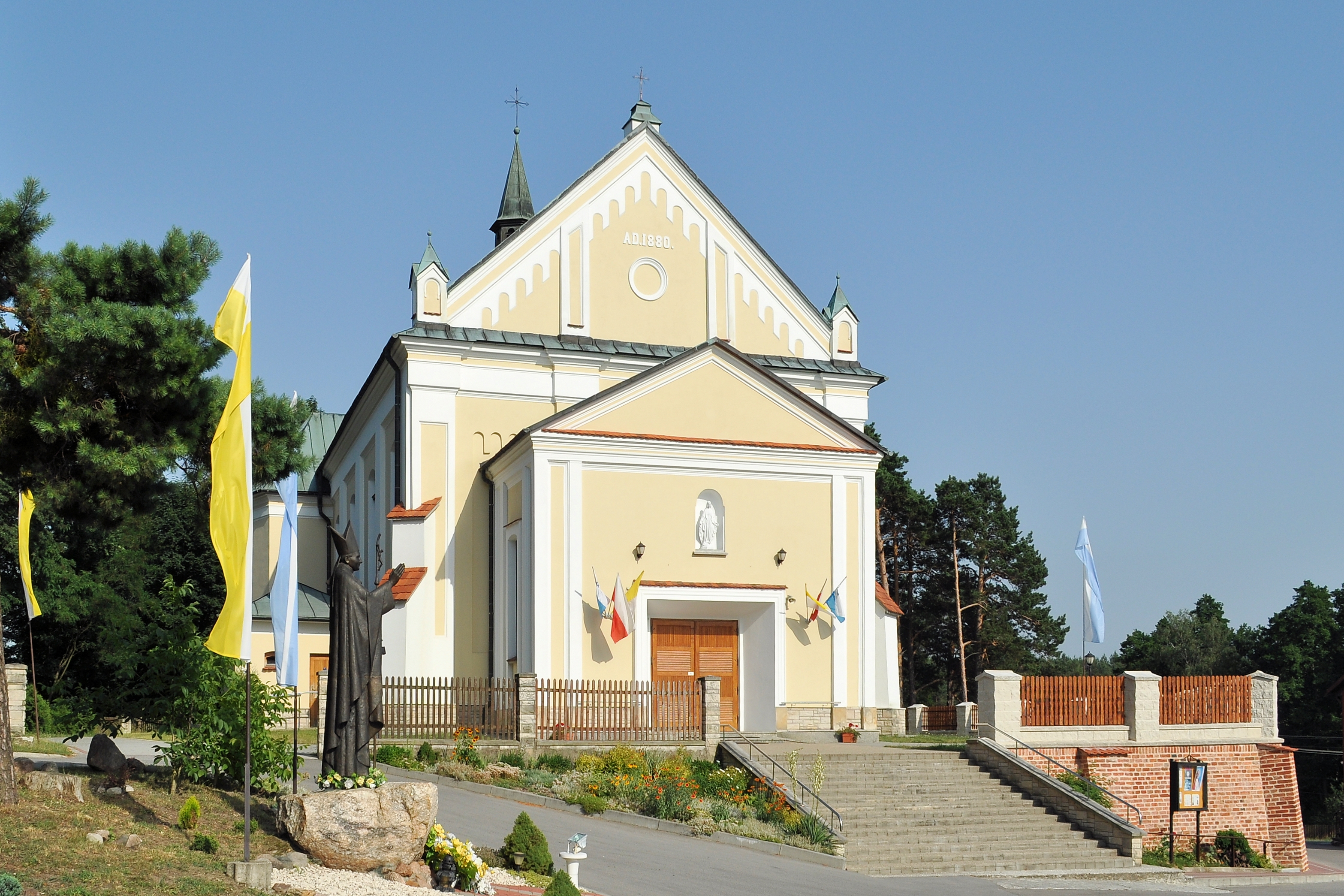
Kościół św. Mikołaja w Niwiskach

Na terenie gminy znajdują się następujące obiekty figurujące w rejestrze zabytków nieruchomych:
- Kościół św. Mikołaja w Niwiskach (wraz z dzwonnicą oraz murem oporowym i ogrodzeniem),
- Kaplica cmentarna Wniebowstąpienia Pana Jezusa w Niwiskach,
- zespół dworski w Niwiskach (dwór, oficyna, spichlerz, kapliczka, park z aleją dojazdową)

Ponadto w gminnej ewidencji zabytków objętych ochroną jest 20 obiektów.
Na terenie gminy znajduje się 60 stanowisk archeologicznych.

## Infrastruktura

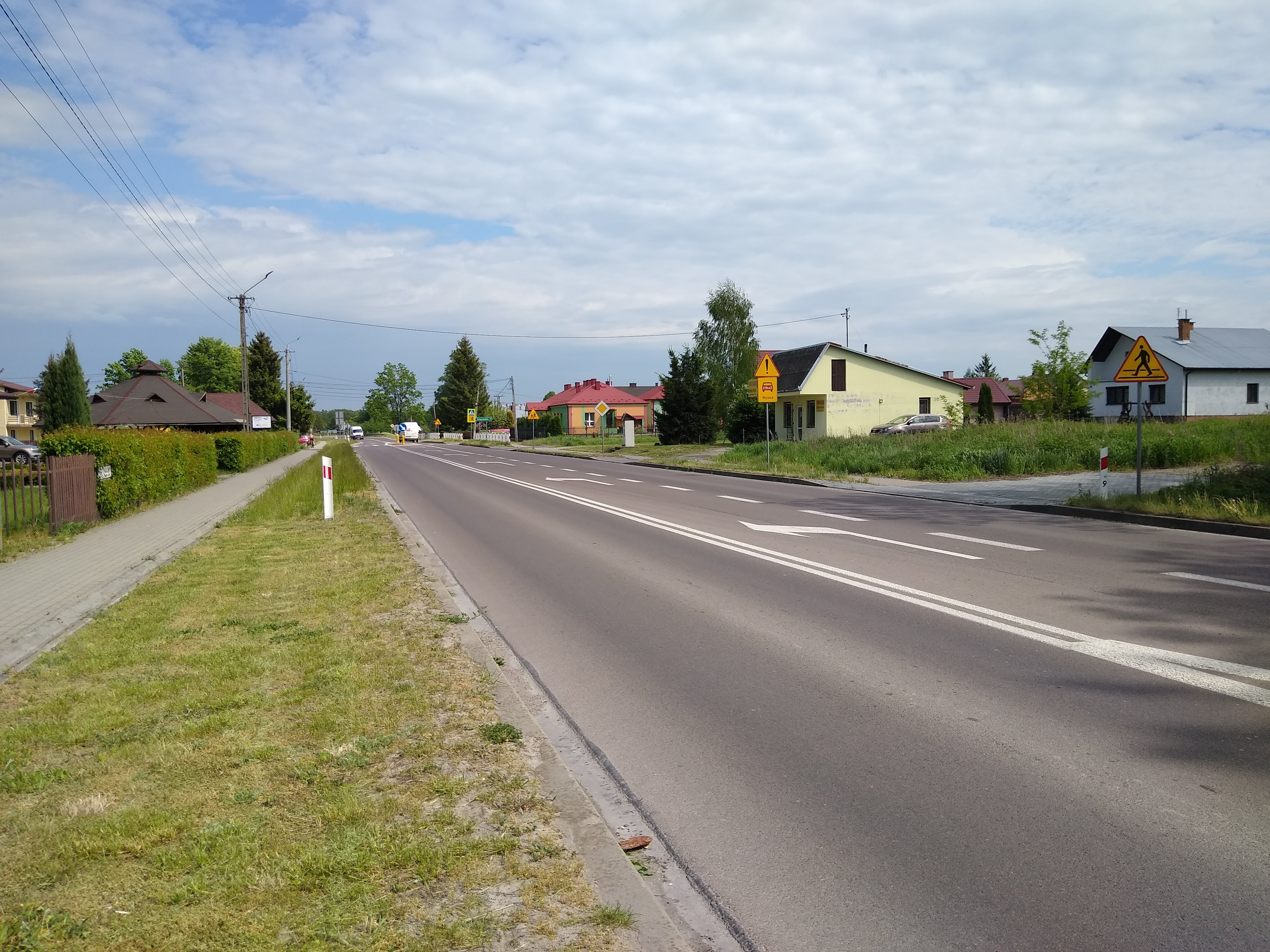
Droga wojewódzka nr 875 w Siedlance

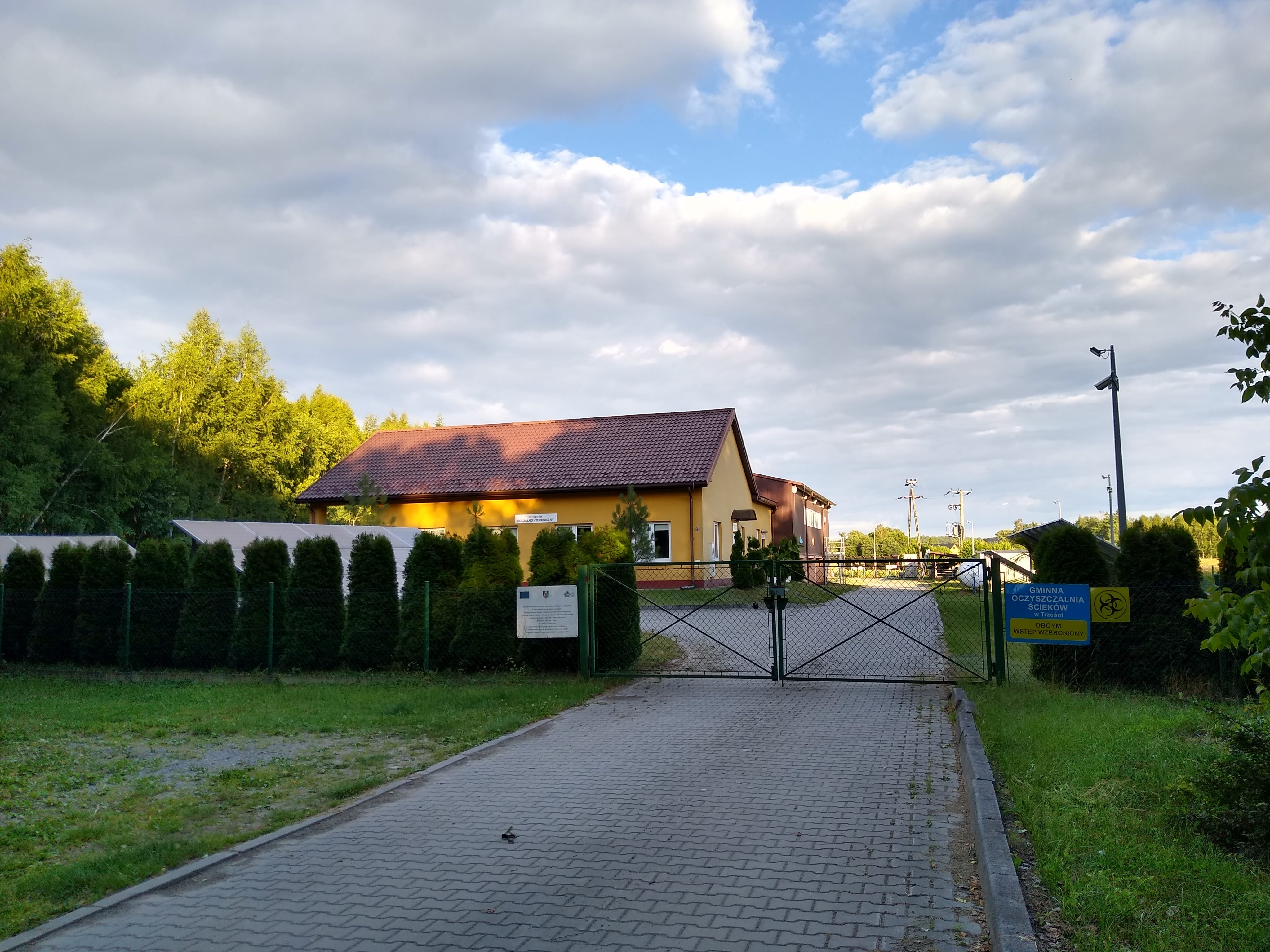
Oczyszczalnia ścieków w Trześni

### Transport
Na terenie gminy przebiega droga wojewódzka nr 875, 9 dróg powiatowych oraz 27 dróg gminnych. Najbliższe stacje kolejowe znajdują się w Kolbuszowej (13 km) i Sędziszowie Małopolskim (20 km), natomiast najbliższy port lotniczy w Rzeszowie-Jasionce (40 km). 

### Infrastruktura techniczna
Energia elektryczna na terenie gminy dostarczana jest przez rzeszowski oddział PGE Dystrybucja S.A. za pomocą sieci wysokiego, średniego i niskiego napięcia.
Przez Siedlankę i Kosowy biegnie lina energetyczna sieci najwyższego napięcia 400 kV Rzeszów-Połaniec.
W 2012 roku w Przyłęku powstała elektrownia wiatrowa, której wydajność była wówczas szacowana na 100 kW.
W 2020 roku długość czynnej sieci gazowej wynosiła 119 km, natomiast w 2012 roku istniało 1167 czynnych przyłączy.
W 2020 roku na terenie gminy znajdowała się sieć wodociągowa o długości 97,3 km (a 5,4 km w trakcie realizacji) oraz miała 66 km przyłączy. Istnieją dwa ujęcia wody ulokowane w Przyłęku i Niwiskach. 
Sieć kanalizacyjna w 2020 roku miała długość 152,16 km oraz miała 12,3 km przyłączy. Od 2004 roku w Trześni działa mechaniczno-biologiczna oczyszczalnia ścieków, która ma przepustowość 550 m³/dobę.
W gminie istnieje Zakład Usług Komunalnych, na którego terenie zlokalizowano Punkt Selektywnej Zbiórki Odpadów Komunalnych. Odpady od mieszkańców gminy w 2022 roku odbierała spółka Dezako. Niesegregowane odpady trafiają na składowisko odpadów w Kozodrzy, a pozostałe do sortowni i zakładów przetwarzania. 

## Bezpieczeństwo

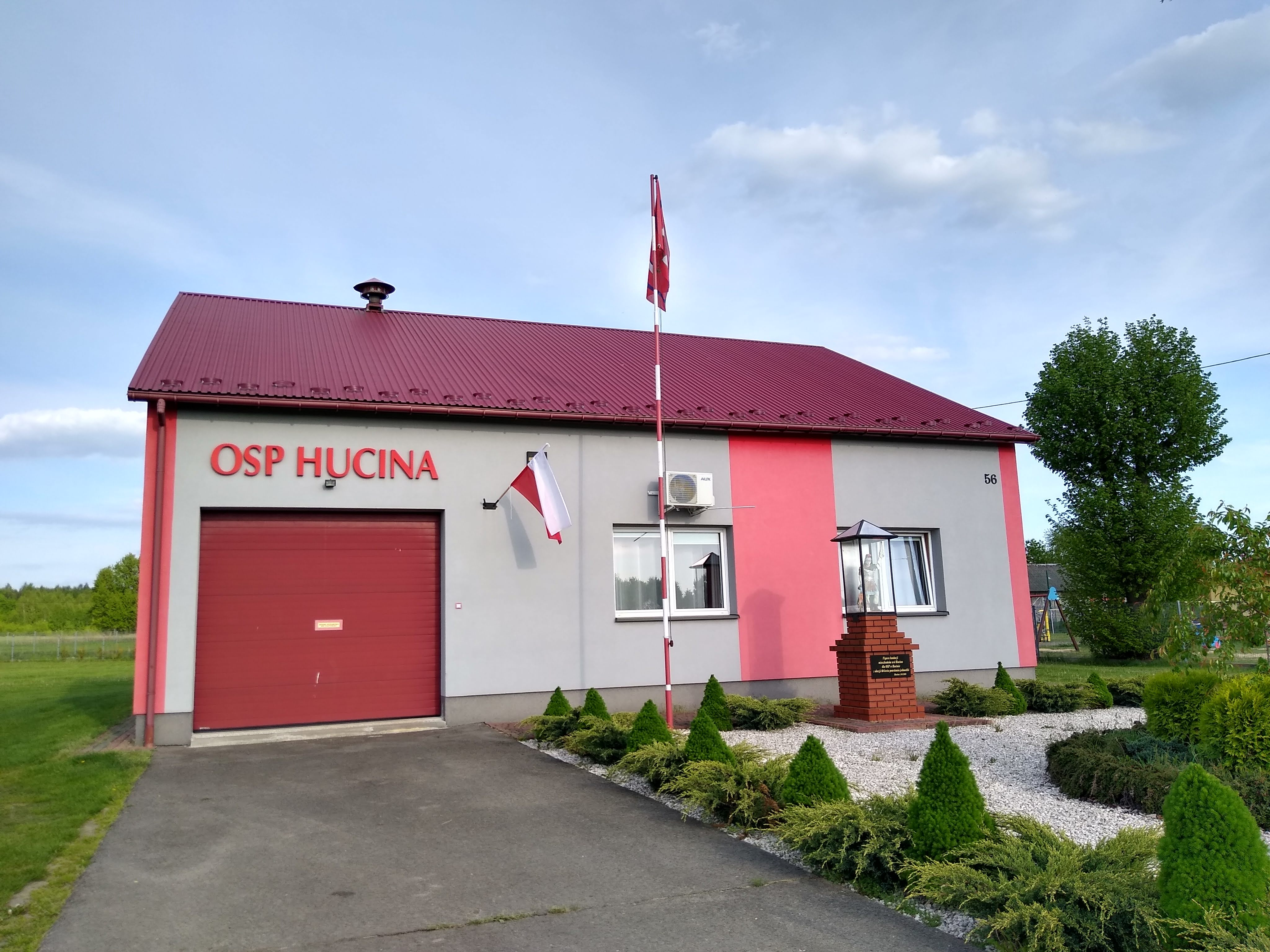
Remiza strażacka w Hucinie

Na terenie gminy jednostki ochotniczej straży pożarnej działają w Niwiskach, Hucinie, Przyłęku, Kosowach, Siedlance, Trześni, Hucisku, Leszczach i Zapolu. Jednostki w Niwiskach i Siedlance włączono do krajowego systemu ratowniczo-gaśniczego. 
Służbę na terenie gminy pełnią dzielnicowi Komendy Powiatowej Policji w Kolbuszowej z następujących rejonów:
- rejon wiejski nr 8 (Hucina, Kosowy, Przyłęk, Siedlanka)
- rejon wiejski nr 9 (Hucisko, Leszcze, Niwiska, Trześń, Zapole)

Do października 2012 roku w Niwiskach działał posterunek policji.

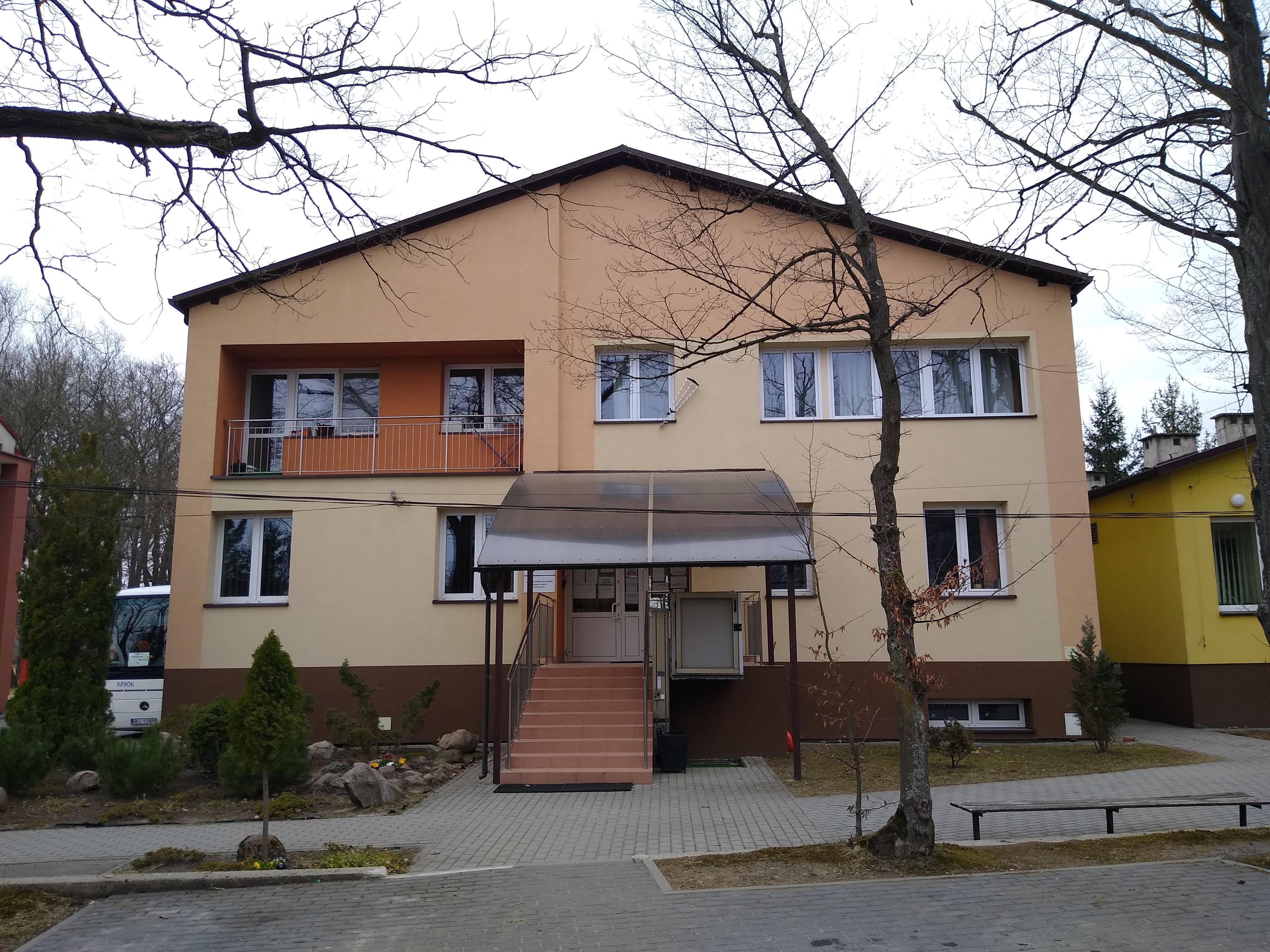
Gminny Ośrodek Zdrowia oraz apteka w Niwiskach

## Opieka zdrowotna i społeczna
Na terenie gminy funkcjonuje Gminny Ośrodek Zdrowia w Niwiskach, niepubliczny POZ w Siedlance, apteka, punkt apteczny, gabinet stomatologiczny, ośrodek rehabilitacji i gabinet fizjoterapii.
W Niwiskach działa dzienny dom Senior-WIGOR, który rozpoczął działalność w kwietniu 2016 roku.

## Edukacja
W roku szkolnym 2019/20 w szkołach podstawowych znajdujących się na terenie gminy naukę pobierało 461 uczniów, a w placówkach wychowania przedszkolnego przebywało 191 dzieci.
Według stanu na rok szkolny 2020/21 w gminie Niwiska funkcjonowały:
Szkoły podstawowe

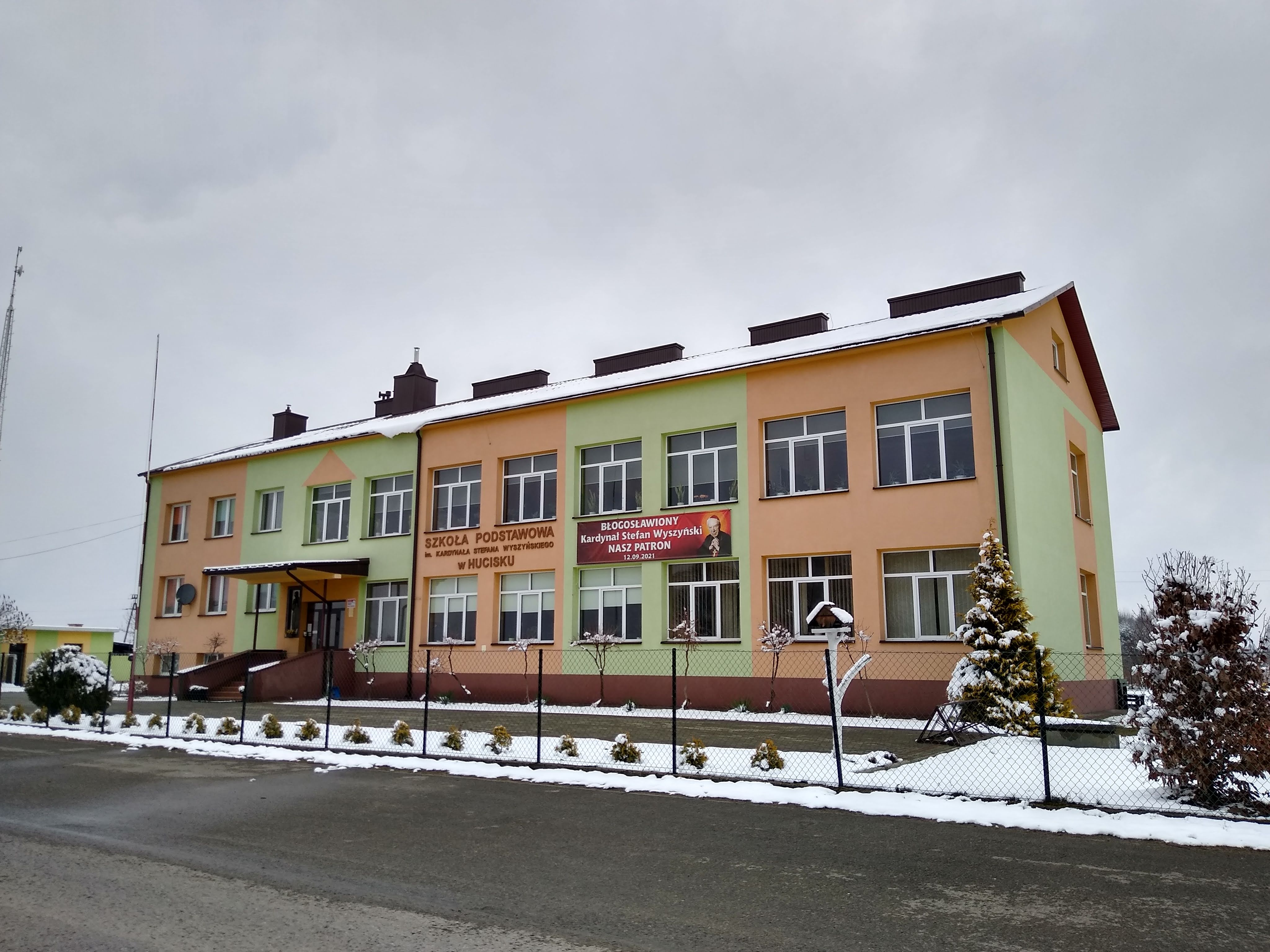
Szkoła Podstawowa im. Kardynała Stefana Wyszyńskiego w Hucisku

- Szkoła Podstawowa im. św. Jana Pawła II w Hucinie,
- Szkoła Podstawowa im. Kardynała Stefana Wyszyńskiego w Hucisku,
- Szkoła Podstawowa im. ks. Jerzego Popiełuszki w Kosowach,
- Szkoła Podstawowa im. św. Królowej Jadwigi w Niwiskach,
- Szkoła Podstawowa w Przyłęku
- Szkoła Podstawowa im. bł. Karoliny Kózkówny w Siedlance,
- Szkoła Podstawowa im. św. Jana Bosko w Trześni.

Przedszkola i punkty przedszkolne

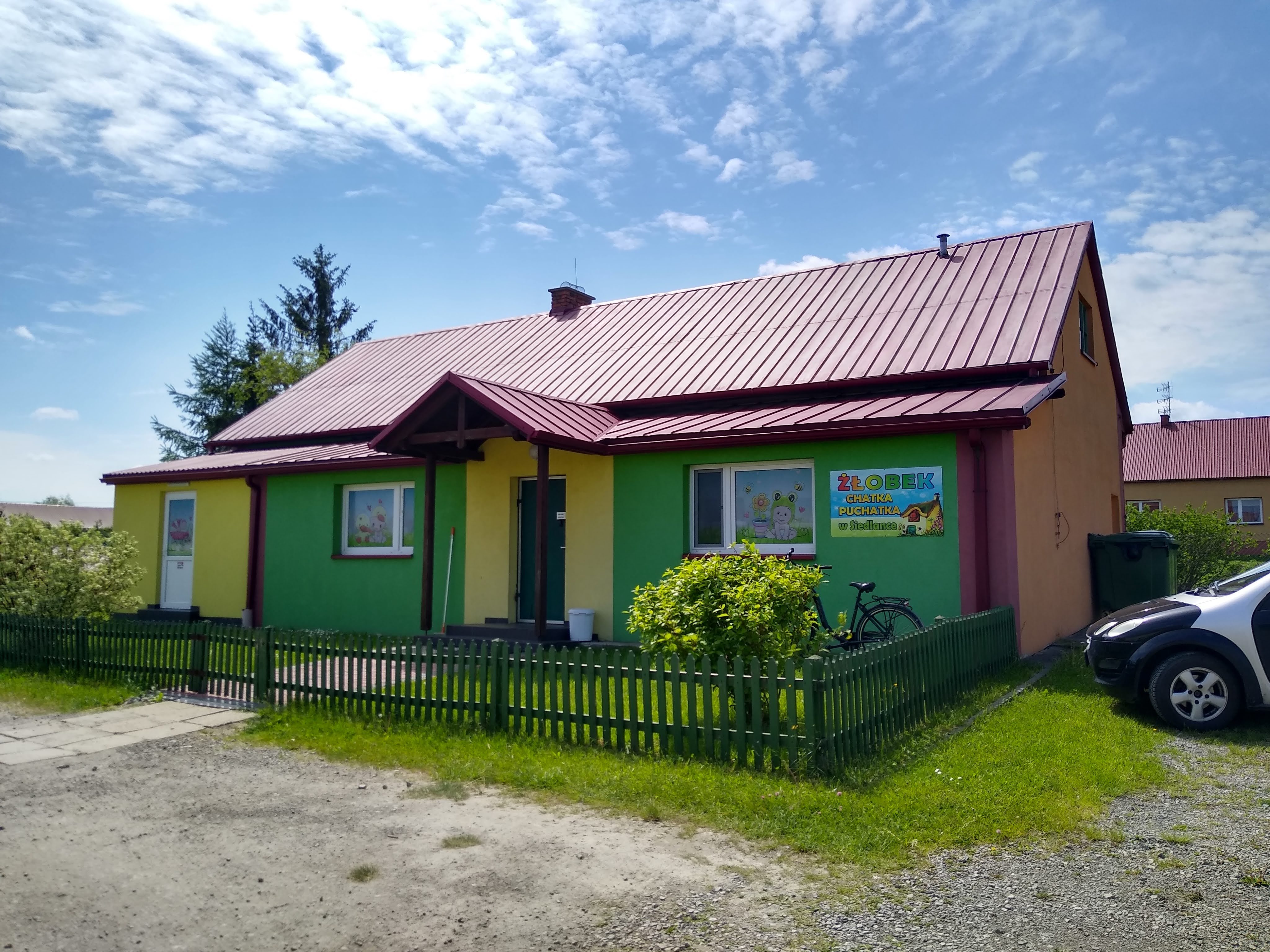
Żłobek Chatka Puchatka w Siedlance

- Punkt Przedszkolny Domowe Przedszkole w Przyłęku,
- Punkt Przedszkolny Wesoły Promyk w Siedlance,
- Punkt Przedszkolny Słoneczko w Kosowach,
- Punkt Przedszkolny Kolorowe Kredki w Niwiskach,
- Punkt Przedszkolny Elemelek w Trześni,
- Niepubliczne Przedszkole Kraina Radości w Hucinie.

Żłobki
- Żłobek Chatka Puchatka w Siedlance[46].

Szkoły artystyczne

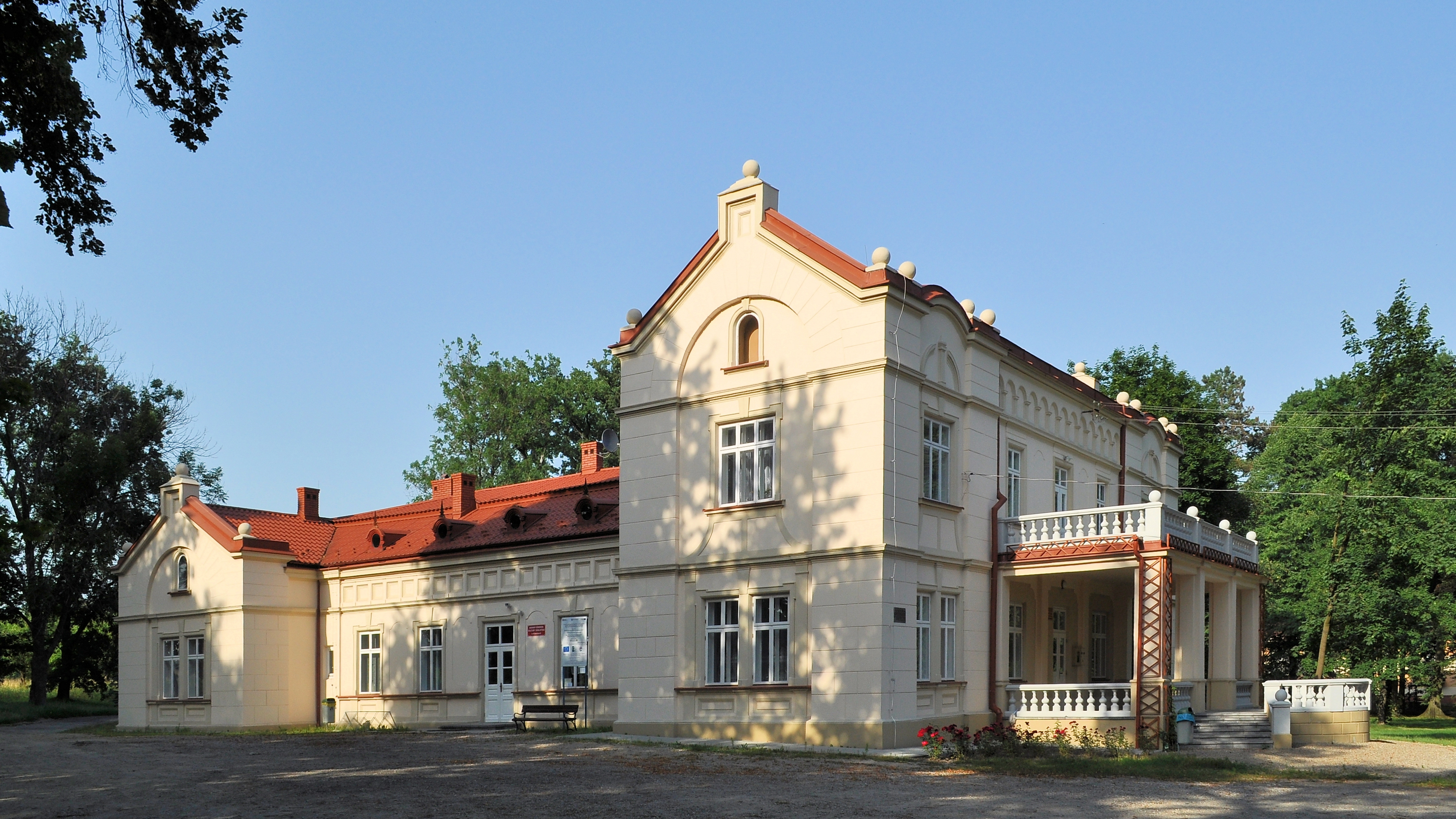
Dwór w Niwiskach, w którym znajduje się siedziba GOK i biblioteki oraz część pomieszczeń szkoły muzycznej

- Szkoła muzyczna I stopnia w Niwiskach.

## Kultura
Działalność kulturalną prowadzi gminny ośrodek kultury, który swoim zasięgiem obejmuje wszystkie miejscowości gminy. Ośrodek mieści się w zabytkowym dworze.
W dworze działa również biblioteka publiczna, której filia znajduje się w Siedlance.
Jedynym honorowym obywatelem gminy jest Władysław Pogoda. Tytuł ten nadano mu uchwałą rady gminy nr V/26/07 z dnia 20 lutego 2007.

## Sport

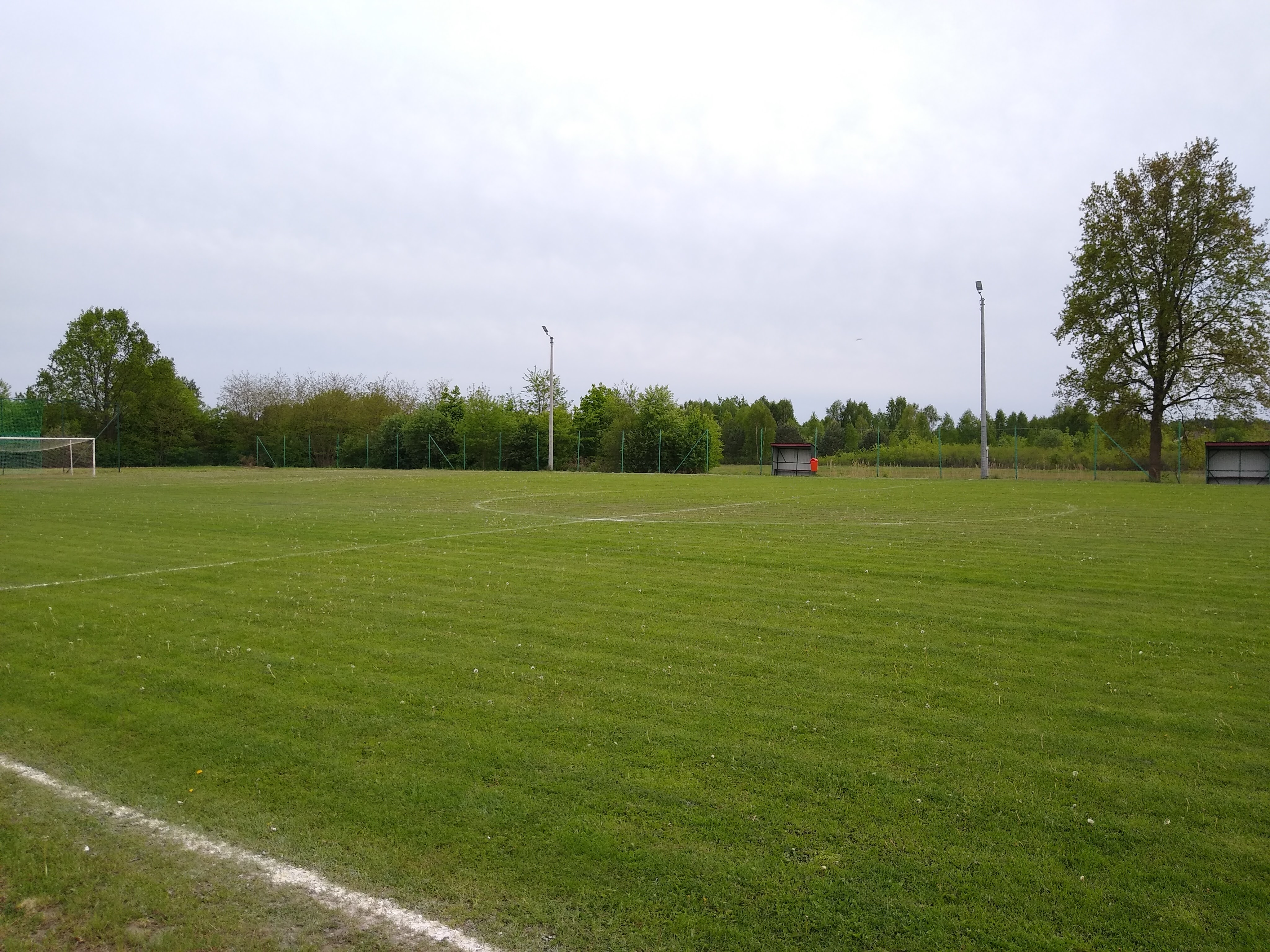
Boisko sportowe w Kosowach

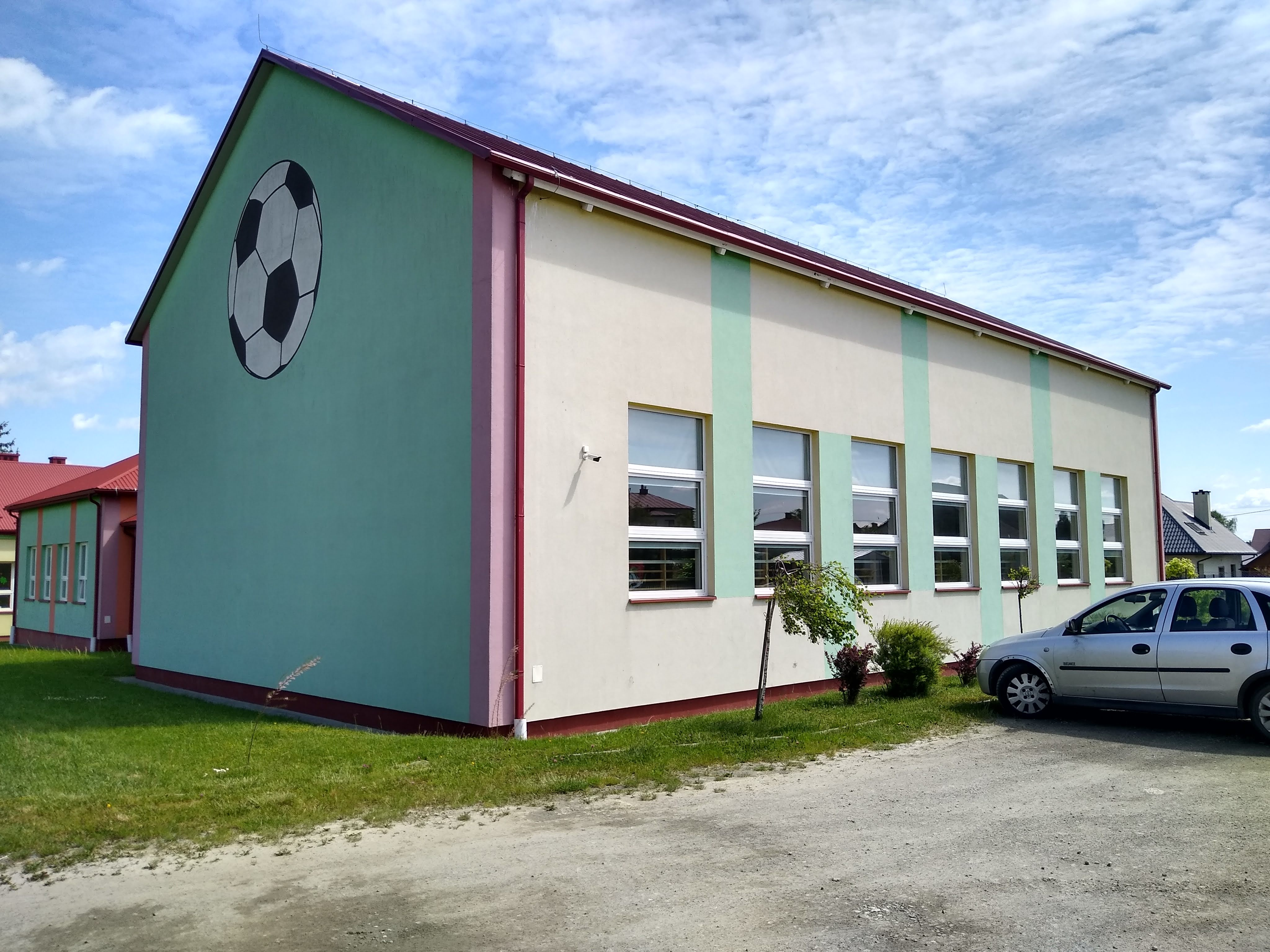
Sala gimnastyczna w Siedlance

Na terenie gminy znajdują się następujące boiska sportowe:
- Orlik 2012 w Niwiskach,
- obiekt sportowy w Trześni z dwoma płytami boiska
- boisko sportowe w Przyłęku (wraz z szatnią),
- boisko sportowe w Siedlance (wraz z szatnią),
- boisko sportowe w Hucinie (wraz z szatnią),
- boisko sportowe w Leszczach,
- boisko sportowe w Zapolu,
- boisko sportowe w Hucisku,
- boisko sportowe w Kosowach.

W gminie istnieją też sale gimnastyczne w Niwiskach, Siedlance, Trześni i Przyłęku.
W 2014 roku na obszarze gminy Niwiska działały następujące kluby sportowe:
- Ludowy Klub Sportowy Hucina
- Ludowy Klub Sportowy Zacisze Trześń,
- Ludowy Klub Sportowy Orzeł Kosowy,
- Ludowy Klub Sportowy Marmury Przyłęk,
- Ludowy Klub Sportowy Błękitni Siedlanka
- Uczniowski Klub Sportowy Niwa Niwiska,
- Uczniowski Klub Sportowy Gryf Trześń.

## Religia

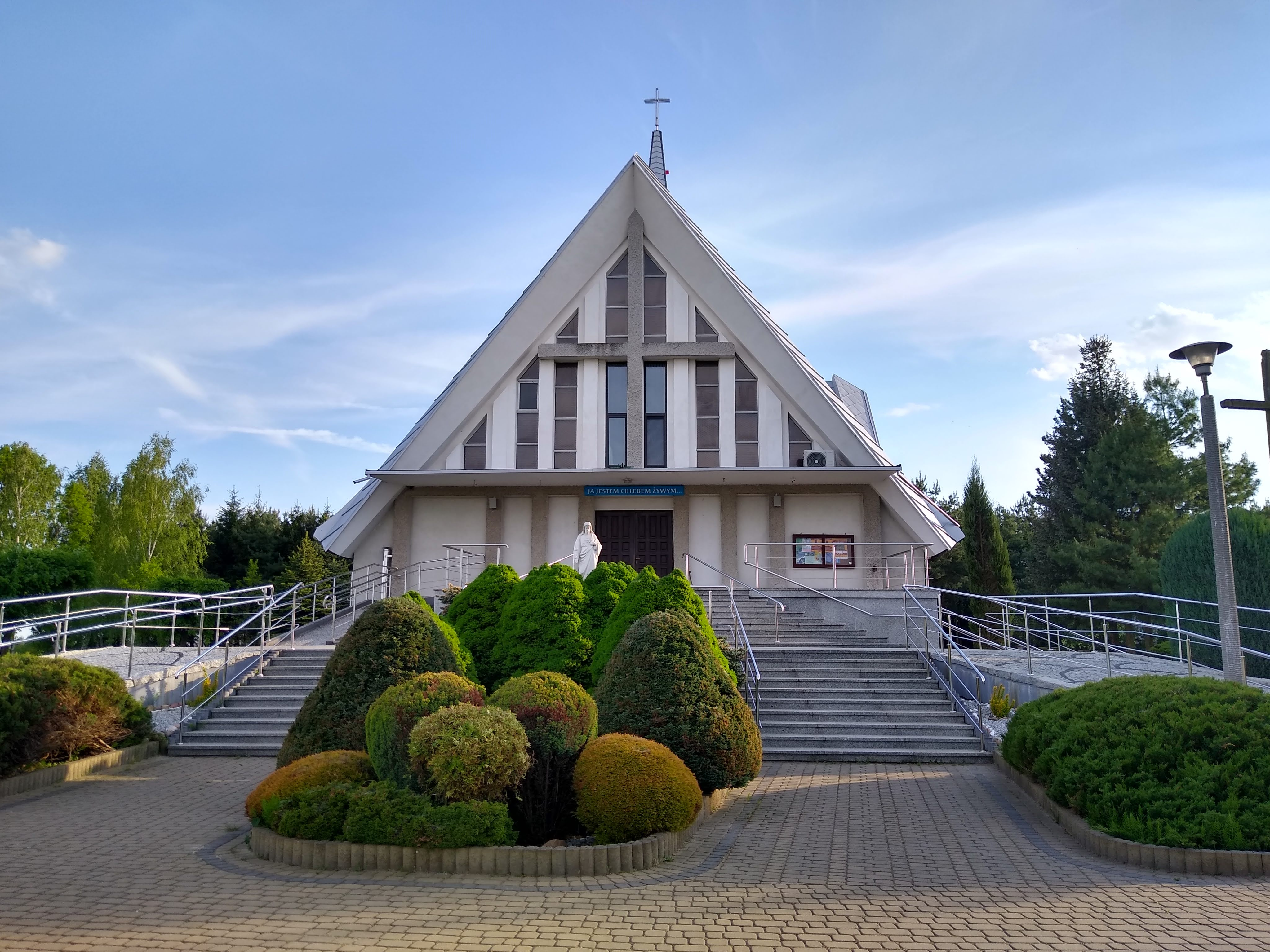
Kościół Najświętszego Serca Jezusowego w Kosowach

Na terenie gminy siedzibę mają następujące parafie rzymskokatolickie:
- Parafia św. Mikołaja w Niwiskach – Niwiska 157[48]
- Parafia Najświętszego Serca Jezusowego w Kosowach – Kosowy, ul. ks. Jerzego Popiełuszki 1[49]

Ponadto wieś Przyłęk należy do parafii Wniebowzięcia Najświętszej Maryi Panny w Ostrowach Tuszowskich.

## Administracja i polityka
Na czele gminy stoi wójt oraz piętnastoosobowa rada gminy. Radni wybierani są w 15 jednomandatowych okręgach wyborczych.
Mieszkańcy gminy Niwiska wybierają przedstawicieli do Parlamentu Europejskiego w okręgu nr 9, przedstawicieli do Sejmu w okręgu nr 23, a do Senatu w okręgu nr 55.

### Włodarze gminy
Naczelnicy gminy Niwiska (1973–1990)
- Piotr Skiba (1 stycznia 1973 – 31 maja 1975)[53]
- Bronisław Kata (1 czerwca 1975–styczeń 1976)[53]
- Jan Malec (marzec 1976–czerwiec 1978)[53]
- Tadeusz Chmara (lipiec 1978–czerwiec 1990)[53]

Wójtowie gminy Niwiska (1990-)
- Jan Dziadura (199–1994)[54]
- Piotr Skiba (1994–2006)[55]
- Elżbieta Wróbel (od 2006)[56][57]